# I Love Hong Kong 2012
Pour plus de détails, voir Fiche technique et Distribution.
I Love Hong Kong 2012 (2012我愛HK喜上加囍, Wo ai Xiang Gang: xi shang jia xi ») est une comédie hongkongaise réalisée par Chung Shu-kai et Chin Kwok-wai et sortie en 2012 en Asie. C'est le deuxième volet de la trilogie des I Love Hong Kong, après I Love Hong Kong (2011) et avant I Love Hong Kong 2013.
Elle totalise 2,47 millions US$ de recettes au box-office.

## Synopsis
Quatre histoires de quatre couples différents apprenant à vivre en harmonie.

## Fiche technique
- Titre original : 2012我愛HK喜上加囍
- Titre international : I Love Hong Kong 2012
- Réalisation : Chung Shu-kai et Chin Kwok-wai
- Production : Eric Tsang et Chik Ka-kei
- Société de production : Shaw Brothers et Television Broadcasts Limited
- Société de distribution : Intercontinental Film Distributors (HK)
- Pays d'origine :  Hong Kong
- Langue originale : cantonais
- Format : couleur
- Genre : comédie
- Durée : 100 minutes
- Dates de sortie :
  - Hong Kong : 20 janvier 2012
  - Malaisie : 21 janvier 2012
  - Singapour : 26 janvier 2012
  - Chine : 15 juin 2012

## Distribution
- Stanley Fung : Kwok Ching, présentateur météo
- Teresa Mo : Kwok Mei-Mei, la fille aînée de Kwok Ching
- Eric Tsang : Yao Ming, le mari de Kwok Mei-mei
- Denise Ho : Kwok Jing-Jing, la seconde fille de Kwok Ching
- Bosco Wong : le petit ami de Kwok Jing-jing
- Luk Wing : Kwok Sing-Sing, le fils cadet de Kwok Ching
- Evergreen Mak Cheung-ching (en) : le frère de Kwok Ching
- Hoi Sang Lee (en) : le collègue de Kwok Ching
- Siu Yam-yam (en)
- William So (en) : Roberto, le patron d'une chaîne de télévision
- Zhang Xinyu (en)
- Hui Shiu-hung
- Tats Lau
- Mimi Chu (en)
- Michelle Lo
- Louis Yuen (en)
- King Kong
- Eddie Pang
- Osman Hung (en)
- Otto Wong
- Eric Tse
- Celine Ma (en)
- Yu Mo-lin
- William Wu
- Lo Mang
- Ku Feng
- Christine Kuo (en)
- Sire Ma (en)
- Cilia Lok
- Mandy Wong (en)
- Matthew Ko (en)
- William Chak (en)
- Natalie Meng
- Jess Sum (en)
- Jacquelin Chong
- Lisa Chong
- Eliza Sam (en)
- Gill Mohindepaul Singh (en)
- Tony Yee
- Bella Lam
- Ng Yiu-ming
- Wong Chun-kei
- Auston Lam
- Ryan Lau
- Brian Tse
- Lam King-ching
- Tang Siu-hau (en)
- Wong Chi-wai
- Lo Fan
- Michelle Yim
- Edward Chui
- Stephy Tang : a head nurse